# جوني رودس
جوني رودس (بالإنجليزية: Johnny Rhodes)‏ هو لاعب دوري الرغبي أسترالي، ولد في 1947 في بريزبان في أستراليا.